# Municipio de Bunker
El municipio de Bunker (en inglés: Bunker Township) es un municipio ubicado en el condado de Kidder en el estado estadounidense de Dakota del Norte. En el año 2010 tenía una población de 22 habitantes y una densidad poblacional de 0,24 personas por km².

## Geografía
El municipio de Bunker se encuentra ubicado en las coordenadas 46°40′24″N 99°45′51″O / 46.67333, -99.76417. Según la Oficina del Censo de los Estados Unidos, el municipio tiene una superficie total de 93.43 km², de la cual 93,26 km² corresponden a tierra firme y (0,18 %) 0,17 km² es agua.

## Demografía
Según el censo de 2010, había 22 personas residiendo en el municipio de Bunker. La densidad de población era de 0,24 hab./km². De los 22 habitantes, el municipio de Bunker estaba compuesto por el 100 % blancos. Del total de la población el 0 % eran hispanos o latinos de cualquier raza.